# Stephen Elliott
Stephen Elliott (11 de novembre de 1771 en Beaufort (Carolina del Sud) – 28 de març de 1830 a Charleston (Carolina del Sud)) va ser un legislador, banquer i professor i botànic nord-americà que és encara recordat per haver escrit una de les obres més importants de la botànica americana, «A Sketch of the Botany of South-Carolina and Georgia» (Un esbós de la Botànica de Carolina del Sud i Geòrgia).

## Biografia
Era el tercer fill de William Elliott, un comerciant. Va quedar orfe molt jove i va ser el seu germà gran qui es va encarregar de la seva educació. Al desembre de 1787 se'n va a New Haven, Connecticut, on l'acull el jutge Simeon Baldwin. Entra a la Universitat Yale al febrer de 1788 i obtindrà el seu Bachelor of Arts en 1791. Retorna a Carolina del Sud on serà propietari d'una plantació que rep per herència.
Elliott es casa en 1796 amb Esther Habersham. Va ser triat membre de la Cambra legislativa de Carolina del Sud en 1793 o 1796 (les fonts no estan d'acord) i va servir fins al 1800. Després van abandonar la legislatura es va dedicar a la gestió de la seva plantació i a l'estudi de les ciències naturals.
En 1808, resta vidu i milita per establir un banc de l'Estat. Quan el banc es va fundar en 1812 a Charleston, Carolina del Sud, va ser nomenat president del que llavors es deia el «Banc de l'Estat de Carolina del Sud», una posició que ell va dur a terme per la resta de la seva vida.
El seu temps lliure es va dedicar a la literatura i la ciència, i va cultivar l'estudi de la botànica amb entusiasme. En 1813 va tenir un paper decisiu en la fundació de la «Literary and Philosophical Society of South Carolina» (Societat Literària i Filosòfica de Carolina del Sud), de la qual va ser president. Va donar conferències gratuïtament de botànica i va ser durant algun temps editor de la «Southern Review» (Revista del Sud). En 1825 va ajudar a establir el «Medical College of South Carolina» (Col·legi de Medicina de Carolina del Sud), i va ser elegit professor d'història natural i de botànica, que va ensenyar fins a la seva mort en 1830.
Elliot va mantenir correspondència seguida amb nombrosos naturalistes com Henry Ludwig Muhlenberg (1756-1817), de Pennsilvània. El material que Elliott recull en nombrosos viatges de camp i el seu profund coneixement de la flora del sud-est va ser de gran valor per als botànics en altres llocs. L'herbari d'Elliott va ser un dels més grans d'Amèrica durant la seva vida i actualment es conserva al Museu de Charleston.
Publica el llibre «A Skectch of the Botany of South Carolina and Georgia»(1816-1824) que contribueix a la fundació de la botànica nord-americana. Rep nombrosos doctorats honorífics de les universitats de Yale (1819), Harvard (1822) y Columbia (1825).

## Un esbós de la Botànica de Carolina del Sud i Geòrgia
El llibre «A Sketch of the Botany of South-Carolina and Georgia» contenia les primeres descripcions botàniques de moltes espècies. Publicat inicialment en diverses parts entre el 1816 i el 1824, es van combinar en dos volums: Volum I (1821) i el Volum II (1824). Va ser preparat amb l'assistència de James McBride.
El 1900, la revista Science ho va descriure com «el pare de la botànica del Sud». El 1901, Frank Lamson-Scribner va escriure el següent sobre el llibre d'Elliott:
Not until one has prepared a book where almost every line contains a statement of fact learned from original observation can he fully appreciate the amount of patience and labor involved in the preparation of such a work as the Sketch of the Botany of South Carolina and Georgia... today it remains indispensable to the working systematic botanists of our country.

Fins que no s'ha preparat un llibre en el qual gairebé totes les línies contenen una declaració d'un fet après de l'observació original, no es pot apreciar la quantitat de paciència i mà d'obra involucrada en la preparació d'una obra com l'Esbós de la Botànica de Carolina del Sud i Geòrgia... avui en dia segueix sent indispensable pels botànics de treball sistemàtic del nostre país.